# Tarak Dhiab
Tarak Dhiab - em árabe, طارق ذياب (Túnis, 15 de julho de 1954) - é um ex-futebolista tunisiano. 
Ele competiu na Copa do Mundo FIFA de 1978, sediada na Argentina, na qual a seleção de seu país terminou na nona colocação dentre os 16 participantes. No ano anterior, fora eleito o melhor jogador da África. Foi o primeiro norte-africano e até hoje o único tunisiano a receber essa premiação.